# Індійські художники
Індійські художники — неповний список художників народів Індії.
|  | Службовий список статей, створений для координації робіт з розвитку теми. Це попередження не встановлюється на інформаційні списки і глосарії. |

## А
- Абід ( бл.1590 — рік смерті невідомий, до 1658 ? )
- Мір Сайїд Алі (початок 16 ст.  — після 1572 р.)

## Б
- Рам Кінкар Байджа ( 25 травня 1906 —2 серпня 1980)
- Манджит Бава (1941 —29 грудня 2008)
- Бальчанд (кінець 16 ст. — бл. 1640 р.)
- Бапу або Саттираджу Лакшмінараяна (1933—2014)
- Басаван (*д/н — прибл. 1615)
- Фаррух Бек ( 1547 — бл. 1617)
- Біхітр (*д/н —після 1660)
- Бішандас (*д/н —після 1650)
- Бхаванидас(кінець 17 ст. — після 1740 р.)

## В
- Раві Варма (1848—1906)

## Г
- Васудев Гаітонде (1924 — 10 серпня 2001)
- Говардхан (художник) (*д/н — після 1650)
- Субодх Гупта (*1964 р.н.)

## Д
- Далчанд (*д/н —після 1748)
- Джатін Дас (1941 р.н.)
- Джаханґір (30 серпня 1569—28 жовтня 1627)
- Хариш Джохарі (1934—1999)
- Атул Додія (20 січня 1959)
- Махасундарі Деві  ( 15 квітня 1922 —4 липня 2013), жінка-художниця

## К
- Джитіш Каллат (1974 р.н.)
- Кальяндас (*1680 — після 1760)
- Арпана Каур (*4 вересня 1954), жінка-художниця
- Ріяс Кому (*1971 р.н.)
- Рам Кумар ( 1924 р.н.)
- Босе Крішнамачарі (1863 р.н.)

## Л
- Шану Лахірі  (1928—2013), бенгальська жінка-художниця

## М
- Манаку (*прибл. 1700 —1760)
- Мансур Устад (? — після 1621)
- Манохар (*д/н — після 1628)
- Анджолі Ела Менон (*1940 ), жінка-художниця
- Тайяб Мехта (*25 липня 1925 —2 липня 2009)
- Абд аль-Самад (Мешхеді *прибл. 1510 рік —після 1595 року)
- Дуст Мухаммад (кінець 15 ст.— бл. 1565 ? )
- Бинод Біхарі Мукерджи (1904—1980)
- Мир Мусаввир (кінець 15 ст.— бл. 1548 ? )

## Н
- Наїнсух (*прибл. 1710 —1760)
- Бош Нандалал (*1883 - †1966)

## П
- Акбар Падамсі (*21 квітня 1928)
- Ганеш Пайн (11 червня 1937 —12 березня 2013)
- Ковалечжі Панікер (1911—1977)

## Р
- Ачутан Рамачандран (1937 р.н.)
- Ака Різа (бл. 1560 —  до 1621 р.)
- Джаміні Рой ( 11 квітня 1887 —24 квітня 1972)

## С
- Мадхав Сатвалекар (*13 серпня 1915 — 2006)
- Джагдіш Свамінатхан (*21 червня 1928 —1994)
- Бірешвар Сен (1897 —1960)
- Паритош Сен (1908 — 2008)
- Арпіта Сінґх (1937 р.н.)
- Парамджіт Сінґх  (1935 р.н.), чоловік пані Арпіта Сінґх
- Калратхі Ґанратхі Субраман'ян (1924 р.н.)

## Т
- Рабіндранат Тагор (1861—1941)
- Ґаганендранатх Тагор ( 18 вересня 1867 —14 лютого 1938 )

## Х
- Крішен Ханна (1925 р.н. )
- Абу'л Хасан (1588 — після 1630 р.)
- Мир Хашим (злам 16/17 ст. — бл. 1665 ?)

- Макбул Фіда Хусейн (*17 вересня 1915 —9 червня 2011)

## Ч
- Рой Чоудхурі (1899 —1975)
- Джоген Чоудхурі (30 січня 1939 )

## Ш
- Ракіб Шоу (1974 р.н.)
- Амріта Шер-Гіл (1913 — 1941), жінка-художниця
- Бганвар Гірдхарі Шарма (5 серпня 1925)